# 허버트 사이먼
허버트 알렉산더 사이먼(영어: Herbert Alexander Simon, 1916년 6월 15일 ~ 2001년 2월 9일)은 제한된 상황에서의 의사 결정 모델에 관한 이론으로 1978년 노벨 경제학상을 수상한 미국의 인지심리학자/경제학자 및 컴퓨터과학자다. 그는 인간 인지능력의 한계(제한적 합리성)라는 관점을 가지고 주류 경제학이 가정하는 합리성에 대해 그 체계를 비판한 최초의 학자였다. 그가 처음 합리성에 의문을 제기한 당시에는 그의 논점이 아직 개념적 단계에 머물렀고, 모델화가 어려웠기 때문에 대다수의 경제학자들에게 인정받지 못했다. 사이먼의 주장은 후에 경제학과 심리학이 결합하는 행동 경제학으로 꽃을 피우게 된다. 또한 그는 디지털 컴퓨터는 단순한 숫자 조작 기계라기보다 ‘범용 목적의 상징(기호)조작체계’(general purpose symbol manipulation system)인 튜링기계로 간주할 수 있다고 주장하였다.
1975년, 인공지능과 인지심리학의 기초를 쌓은 공헌을 인정받아 앨런 뉴얼과 함께 튜링상을 받았다.

## 생애
미국 위스콘신주 밀워키에서 태어난 그는 전자 제어부분 디자이너로 피드백 장치를 개발하는 데 크게 기여한 아버지의 영향을 받아 20여개국의 언어를 읽을 정도로 다재다능했던 인물로 알려져 있다.
1933년 시카고 대학에 입학하여 정치학을 전공했으나, 이후 대공황과 세계대전의 여파로 사회 문제에 관심을 가지게 됨에 따라 평생동안 연구한 주제인 '신고전주의 경제학에서 가정하는 합리성이 충족되지 않은 상황에서 인간은 어떻게 논리적으로 사고하는가?'에 몰두하게 된다.
1939년 - 1942년까지 캘리포니아 버클리 대학의 행정 연구소에서 '캘리포니아주 정부 산하 구제사업부에 몇명의 사회사업가를 두는 게 적절한가'를 결정하는 연구로 '조직 이론' 발전에 영향을 주며, 이후 RAND의 시스템 연구소에서 오랜 연구 파트너인 앨런 뉴웰(Allen Newell),을 만나 1956년 인지과학(Cognitive Science)의 탄생에 지대한 역할을 한다. 또한 다니엘 카너먼(Daniel Kahneman)과 함께 행동 경제학 탄생에 결정적인 역할을 한다. 이후 문제해결과 관련한 연구를 수행하다 84세의 나이로 세상을 떠났다. 그는 경영학, 조직학, 컴퓨터 과학, 인공지능, 인지 과학, 경제학 등 다양한 분야에 막대한 영향을 준 학자로 평가 받고 있다.

## 같이 보기
- 휴리스틱